# Xã Summit, Quận Adair, Iowa
Xã Summit (tiếng Anh: Summit Township) là một xã thuộc quận Adair, tiểu bang Iowa, Hoa Kỳ. Năm 2010, dân số của xã này là 967 người.